# Nicolas Bideau
Pour les articles homonymes, voir Bideau.
Nicolas Bideau (né le 20 juillet 1969) est un haut fonctionnaire suisse.

## Biographie

### Famille
Nicolas Bideau est le fils de l'acteur Jean-Luc Bideau et de la metteuse en scène Marcella Salivarova.
En 1981, il joue avec son père dans L'Étouffe grand-mère de Jean-Pierre Bastid.

### Études
Nicolas Bideau fait des études de sciences politiques à l'Université de Lausanne et à Paris, puis il obtient un diplôme d’études approfondies à l’École des hautes études en sciences sociales. Il poursuit ses études à l’Université de Pékin.

### Haut fonctionnaire
Nicolas Bideau travaille en 1999 au service diplomatique du Département fédéral des affaires étrangères (DFAE).
En 2003, il est conseiller diplomatique du président de la Confédération Pascal Couchepin.
En 2004, il dirige le Centre de compétences pour la politique étrangère culturelle de la division politique III du DFAE. De 2005 à 2010, il est chef de la section cinéma à l'Office fédéral de la culture à Berne.
En 2011, il est nommé directeur de Présence suisse, organe fédéral chargé de la promotion de la Suisse à l'étranger,. Il a le titre d'ambassadeur depuis mai 2012.